# 扶桑駅
扶桑駅（ふそうえき）は、愛知県丹羽郡扶桑町大字高雄にある、名古屋鉄道犬山線の駅である。駅番号はIY12。
町の中ほどに位置し、また近くに扶桑町役場があるなど、同町の玄関駅であるが、列車の停車本数及び利用者数は隣の柏森駅のほうが多い。

## 歴史
- 1912年（大正元年）8月6日 - 犬山線開業とともに、高雄駅として開設。
- 1913年（大正2年）3月27日 - 下野駅に改称の旨届出[2]。扶桑町に「下野」の地名が残るほか、木津用水駅近くに犬山市に属する「上野」という地名が残っている。
- 1948年（昭和23年）2月1日 - 扶桑駅に改称。
- 1962年（昭和37年）度 - 貨物営業廃止[3]。
- 1987年（昭和62年）5月 - 自動改札機設置[4]。
- 1995年（平成7年）3月 - 上下待避線完成[5]。
- 2004年（平成16年）2月15日 - SFパノラマカード・ユリカが使用可能となる。
- 2005年（平成17年）1月29日 - ダイヤ改正により、停車列車種別が大幅に変更され、準急停車駅となる。朝の名古屋方面は快速急行を特別停車させる[6]。また、隣の柏森駅の工事に関連して、当駅が終着となる列車が1本設定され、当駅始発列車も1本増発された。なお、朝に設定されている快速急行のすべてが停車していたのに対し、準急の新設に伴い急行は全列車が通過となっていた。
- 2008年（平成20年）12月27日 - ダイヤ改正に伴い、快速急行の基本停車駅へ昇格、急行も全列車が停車することになった[7]。ただし日中の停車本数は改正前と変わらず上下線とも毎時各6本。
- 2011年（平成23年）2月11日 - ICカード乗車券「manaca」供用開始。
- 2012年（平成24年）2月29日 - トランパス供用終了。
- 2015年（平成27年）3月 - エレベーター設置。
- 2019年（平成31年）3月15日 - ホーム改良工事竣工[8]。
- 2025年（令和7年）4月12日 - 終日無人駅化[9]。

## 駅構造
島式ホーム2面4線を有する地上駅。駅集中管理システムが導入されている無人駅である。改札口は橋上階に1箇所あり、付近には自動券売機（継続manaca定期乗車券及び新規通勤manaca定期乗車券の購入も可能）と自動精算機（ICカードのチャージも可能）を1台ずつ備えている。
この駅は、布袋～犬山間の途中駅では唯一待避ができる駅となっている。昼間に当駅で緩急接続は行われないが、回送列車が追い越し待ちを行うこともある他、深夜から早朝の間は1、4番ホームを使用して2本の列車が留置される。
1994年に改築が行われており、それまでは犬山方面ホームに面して駅舎がある相対式2面2線であり、駅舎は駅開業時からのものであった。エレベーター、エスカレーターが設置されている。以前はエスカレーターのみ設置されていたが、2015年3月頃にエレベーターが新たに設置された。発車標は2019年3月にLED式のものが設置された（それまではソラリー式だった）。
朝の8時台に1本のみ当駅終着（豊田市発地下鉄鶴舞線経由、名古屋市交通局の車両で運転）の列車がある。この列車は1番線に到着し、折り返し赤池行きとなる。

### のりば
| 番線 | 路線      | 方向 | 行先                 |
| ---- | --------- | ---- | -------------------- |
| 1・2 | IY 犬山線 | 下り | 犬山方面             |
| 3・4 | IY 犬山線 | 上り | 名鉄名古屋・金山方面 |

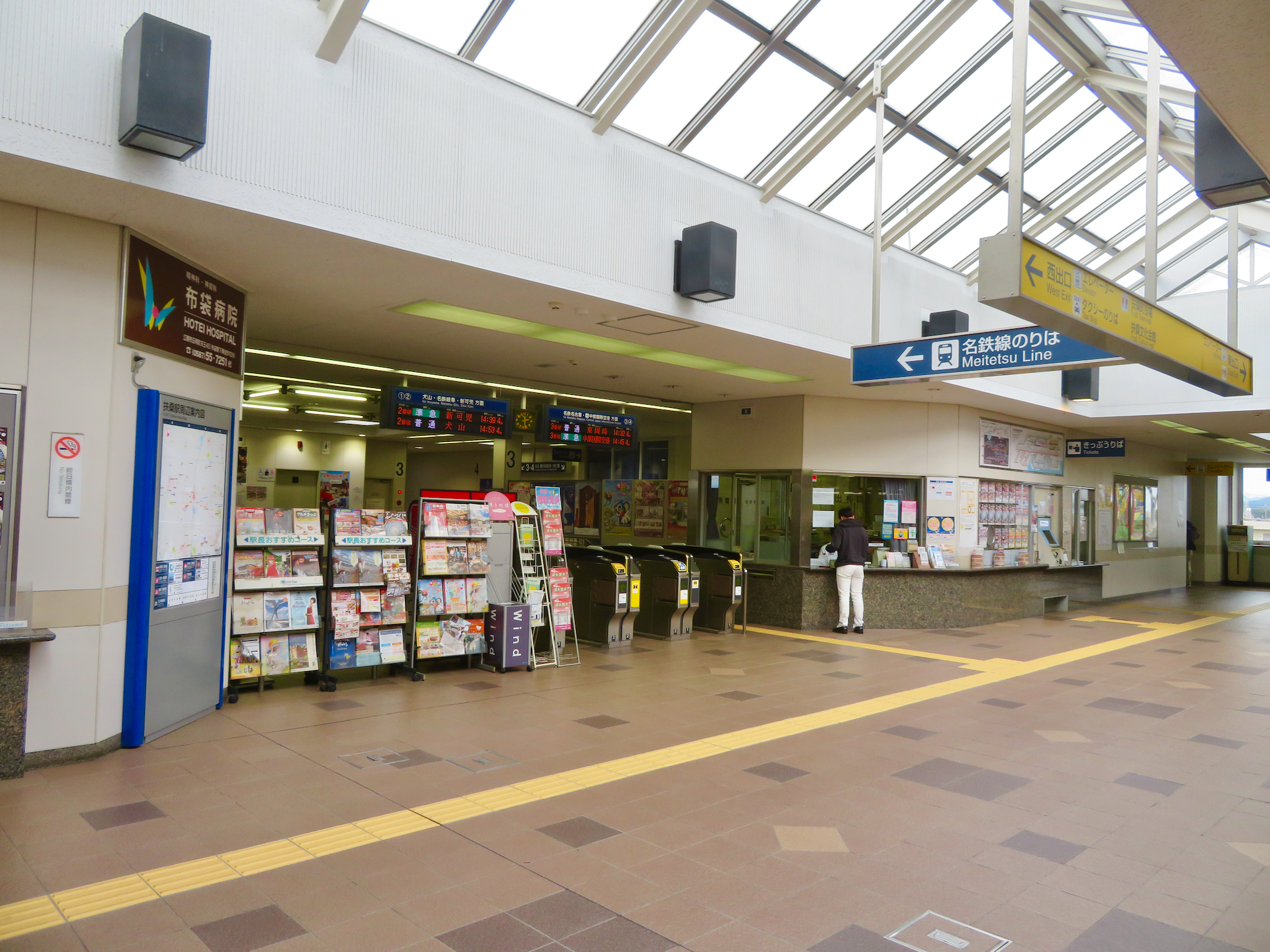
改札口
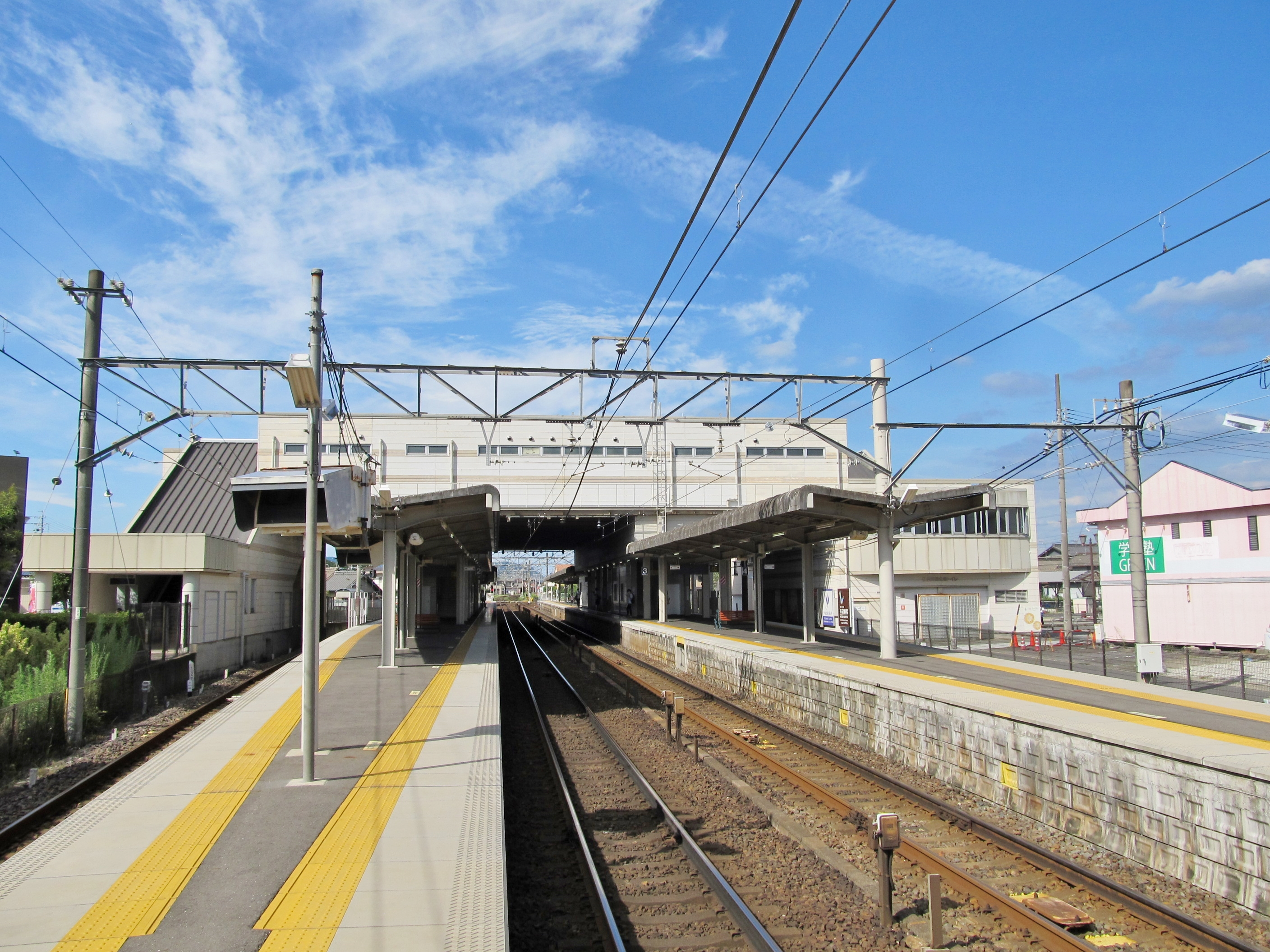
ホーム
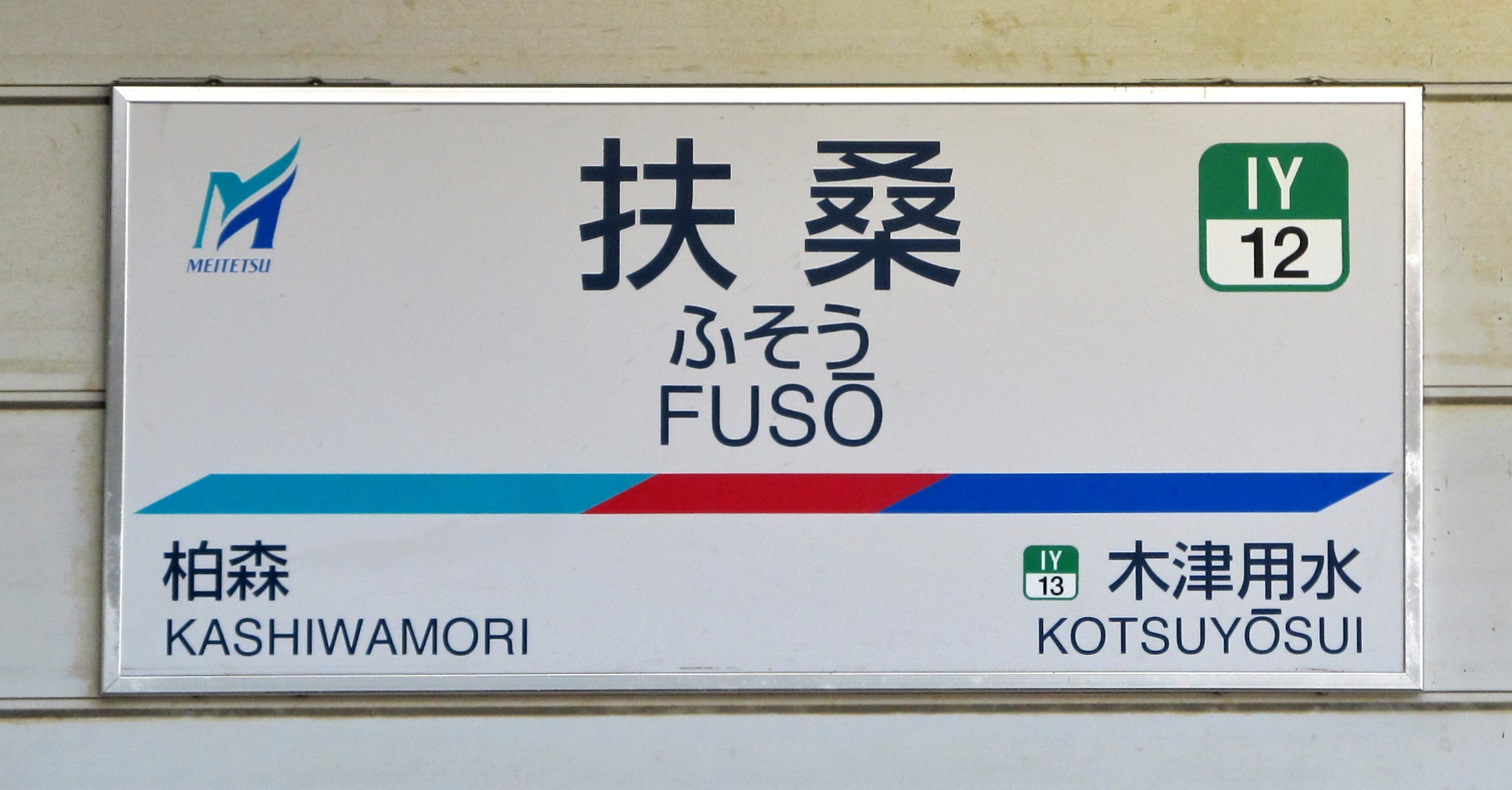
駅名標

### 配線図
| ← 岩倉・ 名古屋方面 | 扶桑駅 構内配線略図 | → 犬山・ 新鵜沼方面 |
| 凡例 出典:          |                     |                     |

### Sun Flower
西口ロータリーの中央にSun Flower（サンフラワー）という名前のモニュメントがある。Sun Flowerは町の花・ひまわりの英名。黄色の輪が幾重にも重なっており、全体として天球儀の形にまとまっている。ひまわりと、古代中国において太陽が昇る神聖な木とされた「扶桑」（ただし、町名の扶桑はかつて町が養蚕業で栄えていたことに由来しており、この扶桑とは関係ない）がモチーフ。例年クリスマスシーズンになるとこのモニュメントの両横にクリスマスツリーを模ったイルミネーションが行われる。イルミネーションは扶桑町発展会によるもの。

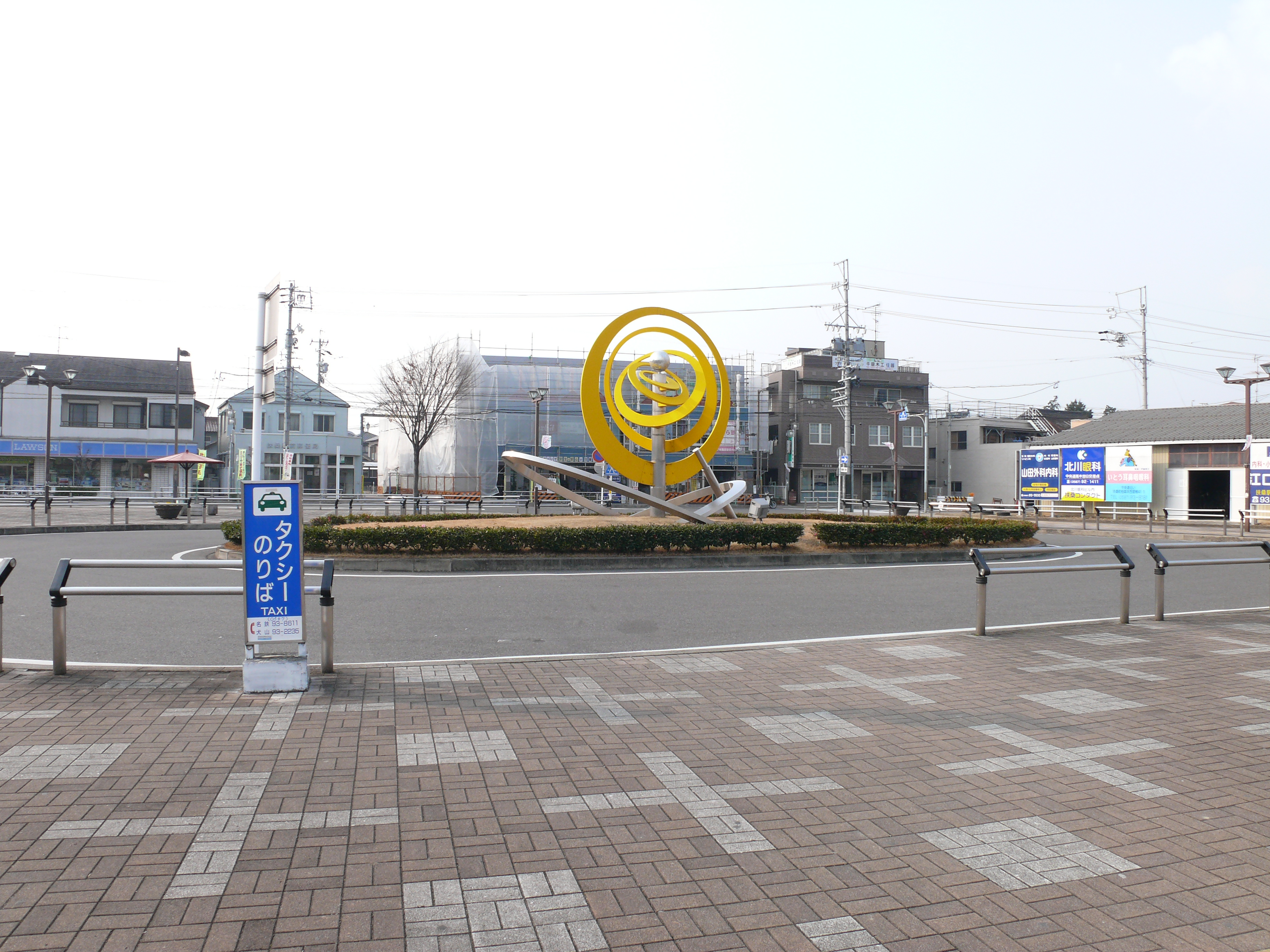
西口ロータリー
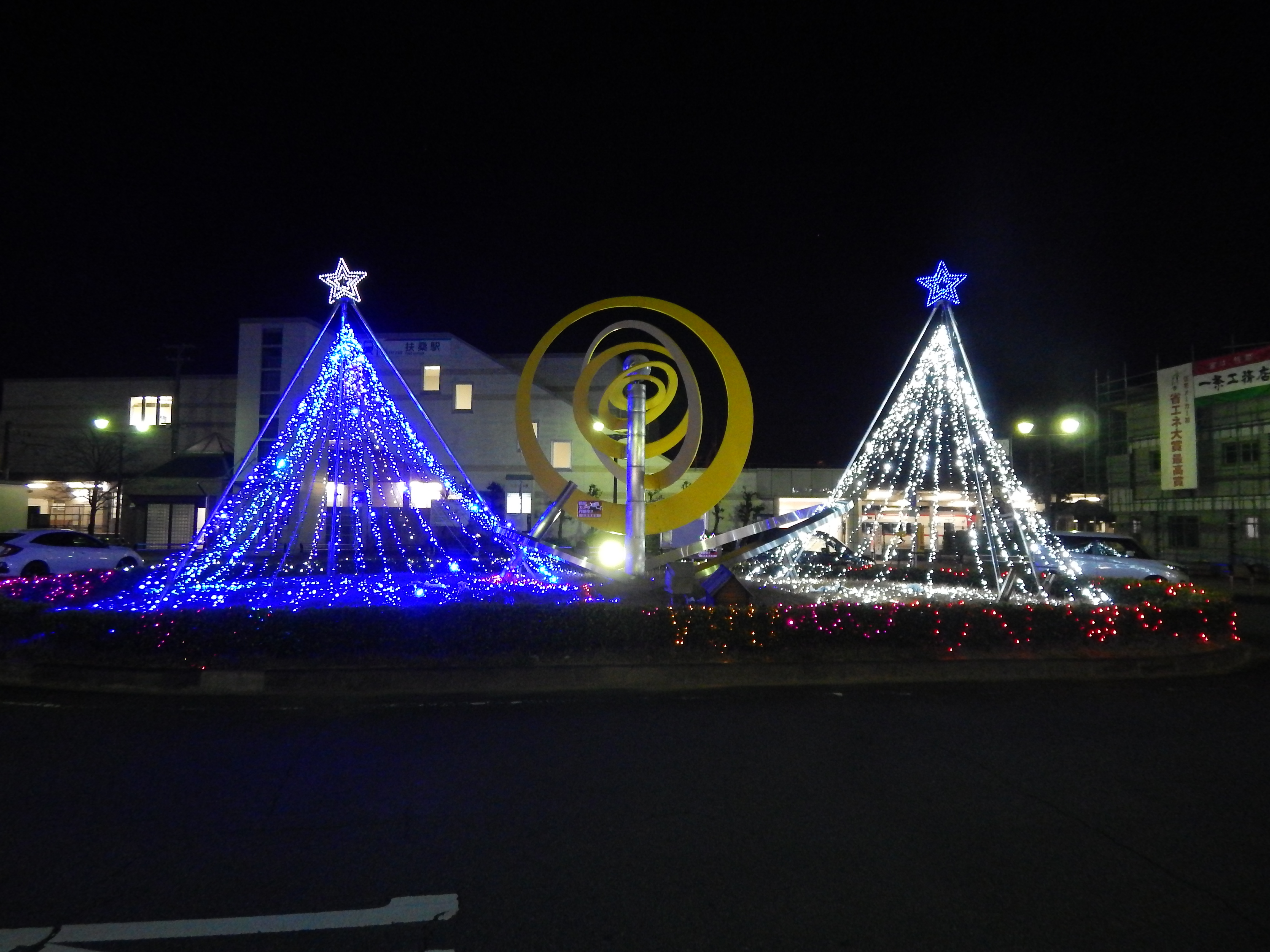
イルミネーション

## 利用状況
- 「移動等円滑化取組報告書」によると、2021年度の1日平均乗降人員は5,847人であった[1]。
- 『名鉄120年：近20年のあゆみ』によると2013年度当時の1日平均乗降人員は6,285人であり、この値は名鉄全駅（275駅）中62位、犬山線（17駅）中10位であった[12]。
- 『名古屋鉄道百年史』によると1992年度当時の1日平均乗降人員は5,590人であり、この値は岐阜市内線均一運賃区間内各駅（岐阜市内線・田神線・美濃町線徹明町駅 - 琴塚駅間）を除く名鉄全駅（342駅）中77位、 犬山線（17駅）中9位であった[13]。
- 愛知県の統計によれば、1日平均の乗車人員（降車客含まず）は、平成19年度で2,901人、平成20年度で2,954人である。
- 扶桑町の中部地域が主なエリアである。（東部地域は木津用水駅、北部・南部・西部は柏森駅を利用することが多い）

## 駅周辺
- 扶桑町役場
- 文化の小径
- 扶桑駅前郵便局
- JA愛知北扶桑支店
- 岐阜信用金庫扶桑支店
- 大垣共立銀行扶桑支店
- 平和堂扶桑店
- イオンモール扶桑

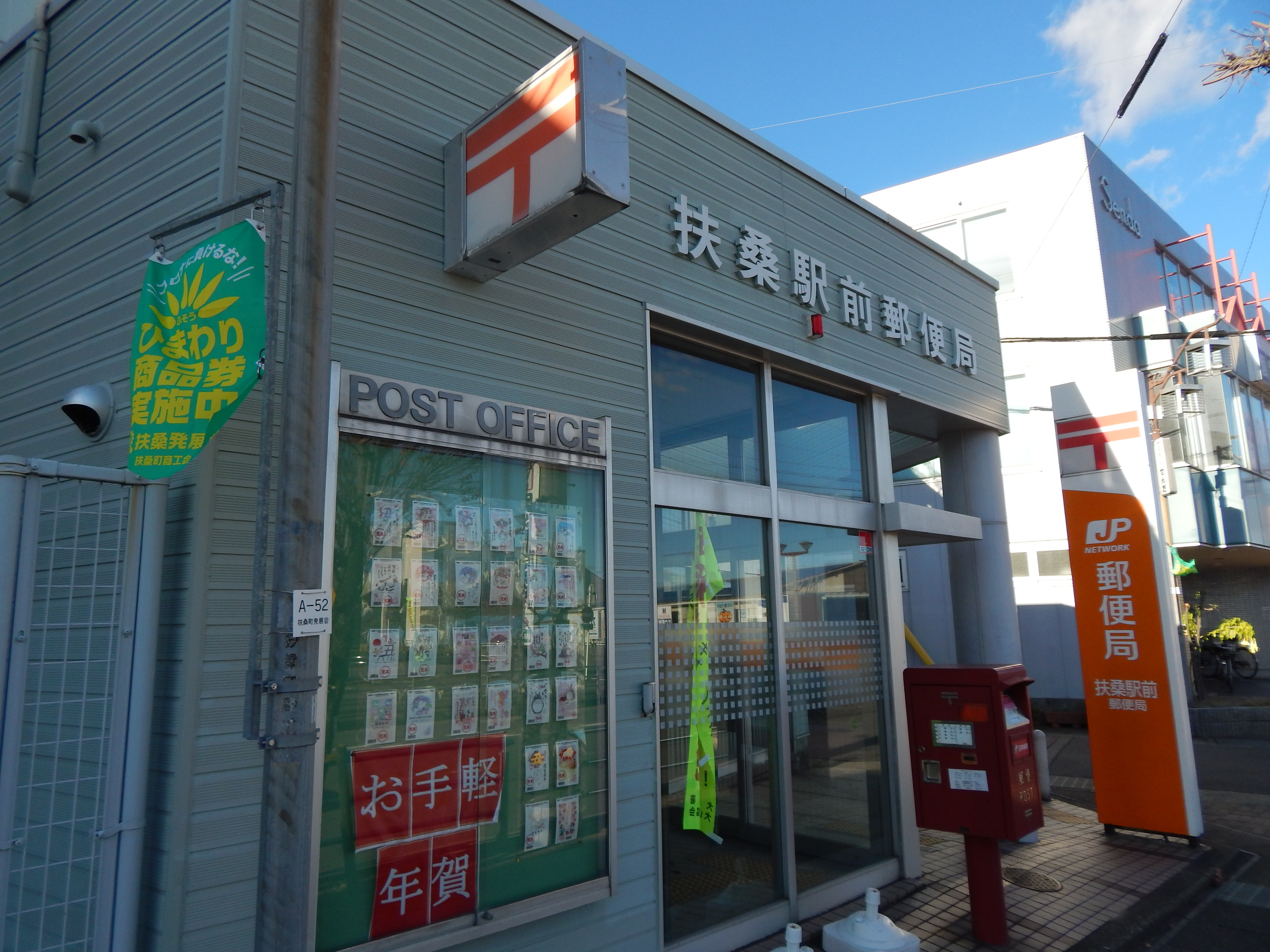
扶桑駅前郵便局

- 近喜自転車預り所（無料駐輪場は駅周辺には存在しない）

## 隣の駅
名古屋鉄道
IY 犬山線
□ミュースカイ・□快速特急・■特急
通過
□快速急行・■急行
柏森駅（IY11） - 扶桑駅（IY12） - 犬山駅（IY15）
■準急・■普通
柏森駅（IY11） - 扶桑駅（IY12） - 木津用水駅（IY13）